# Mecynometa gibbosa
Mecynometa gibbosa là một loài nhện trong họ Tetragnathidae.
Loài này thuộc chi Mecynometa. Mecynometa gibbosa được miêu tả năm 1993 bởi Schmidt & Krause.